# Gare de Tímár utca
La gare de Tímár utca est une gare ferroviaire située dans le 3e arrondissement de Budapest en Hongrie. Elle est desservie par la ligne H5 du HÉV de Budapest.

## Histoire
La ligne de HÉV depuis Szentendre circulait entre 1888 et 1895 jusqu'à Filatorigát. Elle a ensuite été ralliée avec la ligne circulaire de Buda qui longeait le quai. La gare de Tímár utca, créé en 1971 précédait donc Császárfürdő, remplacé aujourd'hui par Szépvölgyi út. Le terminus de la ligne était entre 1937 et 1971 le Pont Marguerite avant d'être prolongé par un souterrain jusqu'à sa gare finale actuelle, Batthyány tér. 

## Service des voyageurs

### Intermodalité
Une ligne de bus assure la correspondance avec le HÉV : réseau de bus BKV ligne 29.

## À proximité
Musée des textiles et de l'histoire des industries textiles (Textil- és Textilruházati Ipartörténeti Múzeum), rue Lajos. 